# 藤原正則
藤原 正則（ふじわら まさのり、1954年 - ）は、日本の法学者。北海道大学名誉教授。

## 人物
専門は民事法で、特に不当利得法、相続法に詳しい。ドイツ語が堪能で、ドイツから研究者が来日の際には通訳を務めることがある。

## 略歴
- 1954年 - 神奈川県横浜市生まれ
- 1973年 - 神奈川県立希望ヶ丘高等学校卒業
- 1978年 - 北海道大学法学部卒業
- 1986年 - 同大学院法学研究科博士課程単位取得学（指導教授:山畠正男・藤岡康宏）
- 1986年 - 小樽商科大学短期大学部講師
- 1987年 - 同助教授
- 1989年 - 小樽商科大学商学部助教授
- 1997年 - 博士（法学）取得
- 1997年 - 北海道大学法学部教授
- 2018年 - 北海道大学大学院法学研究科特任教授[3]
- 2021年 - 北海道大学停年退官。同法科大学院兼任講師

## 著作

### 単著
- 『不当利得法と担保物権法の交錯』(成文堂、1997年)
- 『不当利得法』(信山社、2002年)

### 共著
- （鹿毛継雄）編『現代社会と法』（ソルト出版、1988年）
- （石川恒夫・江口隆裕・吉田克己編)『高齢者介護と家族―民法と社会保障法の接点』(信山社、1997年)
- （千葉恵美子・七戸克彦）『民法2　物権』(有斐閣、2002年)

## 論文
- 「西ドイツ不当利得法の諸問題―デトレフ・ケーニッヒの鑑定意見と法律案の紹介を通じて」(『西ドイツ債務法改正鑑定意見の研究』、日本評論社、1988年)
- 「輸血・血液製剤とHIV感染」(法学書院、1993年)
- 「成年子の老親に対する扶養義務―最近のドイツ法の動向を参照して」(『民法学と比較法学の諸相―山畠正男先生・五十嵐清先生・藪重夫先生古稀記念』、信山社、1998年)
- 「金銭の不当利得における返還義務の範囲」(『現代判例民法学の課題―森泉章教授還暦記念論集』、法学書院、1998年)
- 「法ドグマーティクの伝説と発展―ドイツ法学民法論覚え書き」(『私法学の再構成』北大図書刊行会、1999年)
- 「ドイツにおける遺産承継―「信託的」譲渡を中心に」(『高齢社会とエスライト・プランニング』、日本評論社、2000年)